# Miami Fusion
Der Miami Fusion FC  war ein Franchise der Profifußball-Liga Major League Soccer (MLS) aus Fort Lauderdale, Florida. Die Mannschaft spielte zwischen 1998 und 2001 in der Major League Soccer (MLS).

## Geschichte
Das Franchise wurde 1998 zusammen mit Chicago Fire in die MLS aufgenommen. In den ersten beiden Spielzeiten erreichte man die Playoffs, schied aber jeweils im Viertelfinale gegen D.C. United aus. 2000 verpasste man die Playoffs, erreichte aber das Finale des Lamar Hunt U.S. Open Cups. Ein Jahr später war die Fusion das punktbeste Team der Regular Season und gewann das MLS Supporters’ Shield. Im Halbfinale scheiterte man an den San José Earthquakes. Aus finanziellen Gründen zog man sich anschließend aus der Liga zurück.

## Stadion

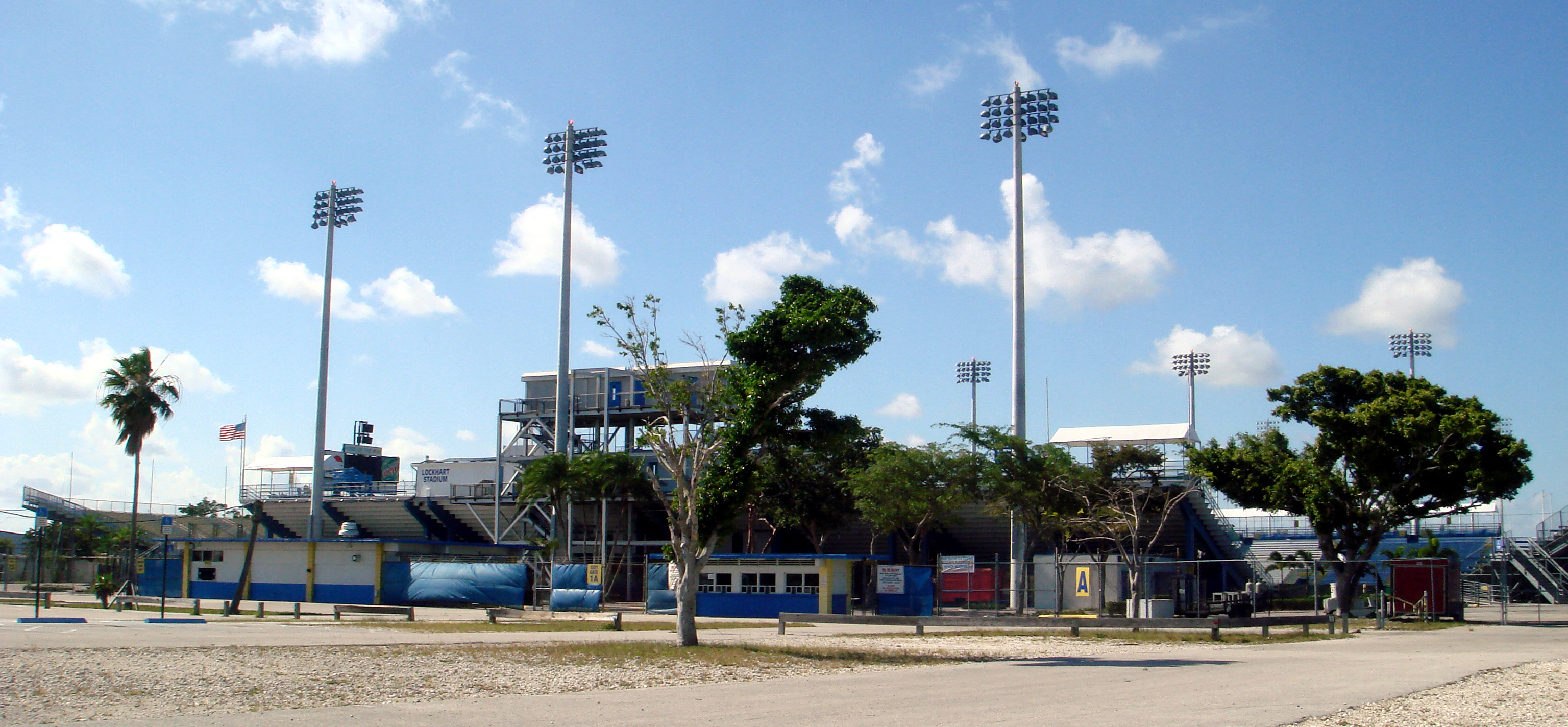
Lockhart Stadium

Die Heimspiele wurden im Lockhart Stadium in Fort Lauderdale, Florida ausgetragen. Das 20.450 Zuschauer fassende Stadion war bereits von 1977 bis 1983 Heimat der Fort Lauderdale Strikers in der North American Soccer League. Anschließend spielte von 1988 bis 1994 ein weiteres Team mit Namen Fort Lauderdale Strikers in dem Stadion. Die Mannschaft spielte in der damaligen American Professional Soccer League.

## Erfolge
- MLS Supporters’ Shield: 2001

## Spieler
→ siehe Hauptartikel: Liste der Spieler der Miami Fusion

## Statistiken

### Saisonbilanz
| Saison | Regular Season  | Playoff            | Zuschauerschnitt Regular Season | Zuschauerschnitt Play-off | US Open Cup        |
| ------ | --------------- | ------------------ | ------------------------------- | ------------------------- | ------------------ |
| 1998   | 4. Platz (East) | Viertelfinale      | 10.284                          | nicht bekannt             | Viertelfinale      |
| 1999   | 4. Platz (East) | Viertelfinale      | 8.689                           | nicht bekannt             | nicht teilgenommen |
| 2000   | 3. Platz (East) | nicht qualifiziert | 7.460                           | nicht qualifiziert        | Finale             |
| 2001   | 1. Platz (East) | Halbfinale         | 11.177                          | nicht bekannt             | Achtelfinale       |

### Vereinsrekorde
Diese Rekorde beziehen sich auf die Regular Season:
- Meiste Spiele: Pablo Mastroeni und Diego Serna, je 100
- Meiste Tore: Diego Serna, 52
- Meiste Assists: Diego Serna, 36
- Meiste Shutouts: Jeff Cassar und Nick Rimando, je 7

## Trainer
- Carlos Cordoba (1998)
- Ivo Wortmann (1998–2000)
- Ray Hudson (2000–2001)